# 선덕여왕 (뮤지컬)
선덕여왕은 대한민국의 창작 뮤지컬이다. 작사 박선자, 작곡 김현보, 대본 박선자이며, 2010년 1월 5일부터 1월 31일까지 총 32회 상연되었다.
드라마 선덕여왕을 뮤지컬로 재탄생시킨 작품이다. 드라마 초기부터 뮤지컬로 기획, 해외 수출을 겨냥해 MBC가 자체 제작하는 첫 번째 창작뮤지컬은 LED로 축조한 첨성대와 유전자를 상징하는 영상을 배경으로 문노가 ‘어출쌍생 성골남진’, ‘북두의 일곱별이 여덟이 되면 미실에 대적할 자 오리라’는 두 가지 예언이 이루어질 가능성에 대해 노래하면서 극이 시작된다. 총 2막 22장으로 구성된 뮤지컬이다.

## 참고하기
- 뮤지컬로 부활한 '선덕여왕'[깨진 링크(과거 내용 찾기)]

## 같이 보기
- 선덕여왕 (드라마)